# Hydractinia inabai
Hydractinia inabai är en nässeldjursart som först beskrevs av Hirohito 1988.  Hydractinia inabai ingår i släktet Hydractinia och familjen Hydractiniidae. Inga underarter finns listade i Catalogue of Life.